# Jettingen (Baden-Württemberg)
Jettingen é um município da Alemanha, no distrito de Böblingen, na região administrativa de Estugarda , estado de Baden-Württemberg.